# グランチェスター男爵

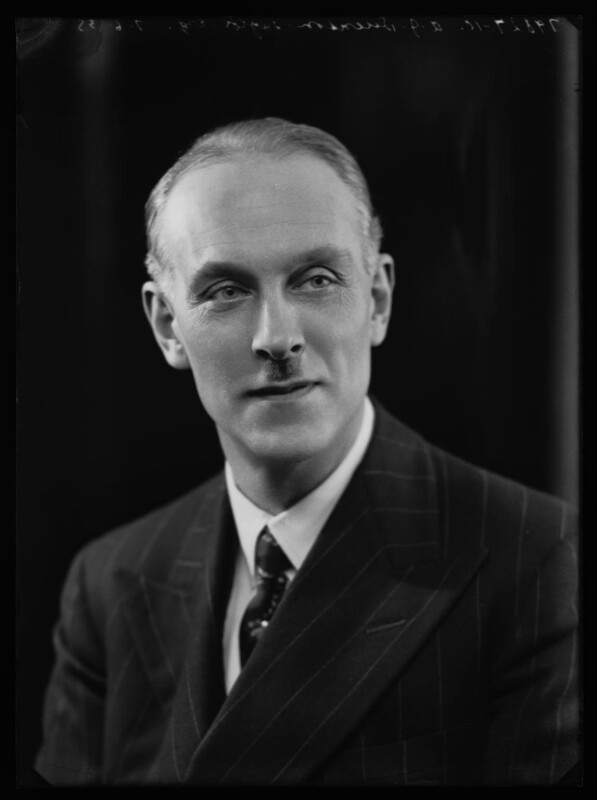

グランチェスター男爵（英語: Baron Grantchester）は、イギリスの男爵、貴族。連合王国貴族爵位。 

## 歴史
自由党政治家にして新自由主義派の銀行家アルフレッド・スエンソン=テイラー(1893-1976)は、1953年6月20日に連合王国貴族としてウェストミンスター市ナイツブリッジにおけるグランチェスター男爵(Baron Grantchester, of Knightsbridge in the City of Westminster)に叙された。
その孫で現当主である3代男爵クリストファー(1951-)は1999年貴族院法制定に伴って議員資格を喪失したが、2003年に第2代リーズのミルナー男爵マイケル・ミルナーの死去により再選、以降は再び貴族院に籍を置く92人の世襲貴族の一人となった。
一族の邸宅はチェシャー州オードラム近郊のロウアーハウスファーム（Lower House Farm）。

## グランチェスター男爵（1953）
- 初代グランチェスター男爵アルフレッド・ジェシー・スエンソン=テイラー（英語版） （1893–1976）
- 第2代グランチェスター男爵ケネス・ベント・スエンソン=テイラー（1921-1995）
- 第3代グランチェスター男爵クリストファー・ジョン・スンソン=テイラー（英語版） （1951-）

法定推定相続人は現当主の息子であるデイヴィッド・スエンソン=テイラー（1977-）閣下。 

### 註釈
1. ↑  1947年に新自由主義を信奉する政治団体モンペルラン・ソサイエティがイングランド銀行より支援を受けた際も初代男爵が一役買ったという[2]。